# Darby Crash
Darby Crash, właściwie John Paul Beahm (znany też jako Bobby Pyn) (ur. 26 września 1958 w Los Angeles, zm. 7 grudnia 1980 tamże) – amerykański wokalista grupy punkrockowej The Germs.

## Życiorys
Crash uczęszczał do University High School w Los Angeles. W 1977 razem z Patem Smearem utworzyli zespół Sophistifuck and the Revlon Spam Queens, który wkrótce zmienił nazwę na The Germs i dość szybko zasłynął w Los Angeles i całej Kalifornii z powodu chaotycznych koncertów, w czasie których dochodziło do bójek. Ich występ, oraz wywiad z Crashem został uwieczniony w filmie The Decline of Western Civilization.
Kiedy rozwiązał The Germs w 1980 roku, wyruszył w krótką podróż do Wielkiej Brytanii. Po powrocie utworzył własny zespół Darby Crash Band. 7 grudnia 1980 popełnił samobójstwo zażywając śmiertelną dawkę heroiny. Został pochowany na cmentarzu w Culver City w Kalifornii.
Brendan Mullen napisał biografię Darby'ego Crasha pt. "Lexicon Devil", czerpiąc tytuł z jednej piosenek The Germs.
W 2007 na ekranach kin pojawił się amerykański film biograficzny Darby'ego Crasha i The Germs pt. "What We Do Is Secret" (tytuł również zapożyczony od jednej z piosenek The Germs). W postać Crasha wcielił się aktor Shane West.